# 田忠
田忠，福建建宁府建安县人，明朝政治人物、進士出身。

## 生平
建文三年，福建壬午科鄉試中舉。永樂二年，登甲申科會試進士，授休宁知县，后選為翰林院庶吉士，編撰永樂大典。累官江西布政司左参议。